# Mauro Uliassi
Mauro Uliassi (Senigallia, 21 febbraio 1958) è un cuoco italiano.

## Biografia
Mauro Uliassi nel 1986 apre il suo primo ristorante, "Pizzaria da Mauro", ma lascia ben presto. Nel 1990, dopo esperienze in giro per l’Italia e l'Europa e dopo 15 anni di insegnamento alla “Scuola Alberghiera di stato di Senigallia”,  con sua sorella Catia apre il ristorante  “Uliassi”.
Relatore nei più importanti congressi internazionali di gastronomia, ha portato la sua cucina in molte parti del mondo.

## Piatti e ristorante
La cucina di Uliassi, semplice e contemporanea, affonda le sue radici nelle tradizioni della riviera adriatica, giocando con le contaminazioni. Si ispira ai profumi del mare ma si cimenta anche nella selvaggina. Ogni anno nei Lab presenta 10 piatti inediti, che si associano al percorso classico delle proposte storiche. Utilizza il massimo delle tecniche e delle tecnologie disponibili oggi. È una cucina in continuo sviluppo che si arricchisce sempre di più con i viaggi e le culture di altri paesi.

## Opere
- Mauro Uliassi, Sidecar, Lodi, Bibliotheca Culinaria, 2005, ISBN 88-86174-80-2.
- Mauro Uliassi incontra/meets Giovanni Gaggia, Imola, Maretti Editore, 2021, ISBN 978-8893970310.

## Riconoscimenti
- 5 Cappelli espresso 2020
- 3 Forchette con 94 punti Gambero Rosso 2020
- 3 Stelle Michelin
- n 2 - 50 Top Italy 2023
- n 34 - 50 Best in the World - 2023
- n 12 - OAD 2023
- n 30 - Best Chef Awards 2023
- n 43 - 50 Best in the World - 2025 [1]